# Université du Travail Paul Pastur
L'Université du Travail Paul Pastur (UT) est une institution scolaire implantée à Charleroi (Belgique). Elle comprend trois écoles d'enseignement secondaire, quatre écoles de promotion sociale et une haute école composée de six catégories. Établissement de la Province du Hainaut, il ne s'agit juridiquement pas d'une université et l'UT ne décerne pas de diplômes en son nom.
Fondée en 1903 par Paul Pastur, cette institution, dont la vocation sociale et industrielle est clairement affirmée, est actuellement fréquentée par plus de 10 000 élèves et étudiants.
Les deux bâtiments les plus anciens de l'institution, à savoir le bâtiment Gramme construit en 1907 par Albert et Alexis Dumont et le bâtiment Solvay, construit en 1911 par Gabriel Devreux et hébergeant actuellement le BPS22, sont classés depuis le 16 juin 2004. Ce classement est accompagné de l'établissement d'une zone de protection englobant le bâtiment administratif et bibliothèque de l'Université du Travail.

## Patrimoine immobilier

### Bâtiment Zenobe Gramme

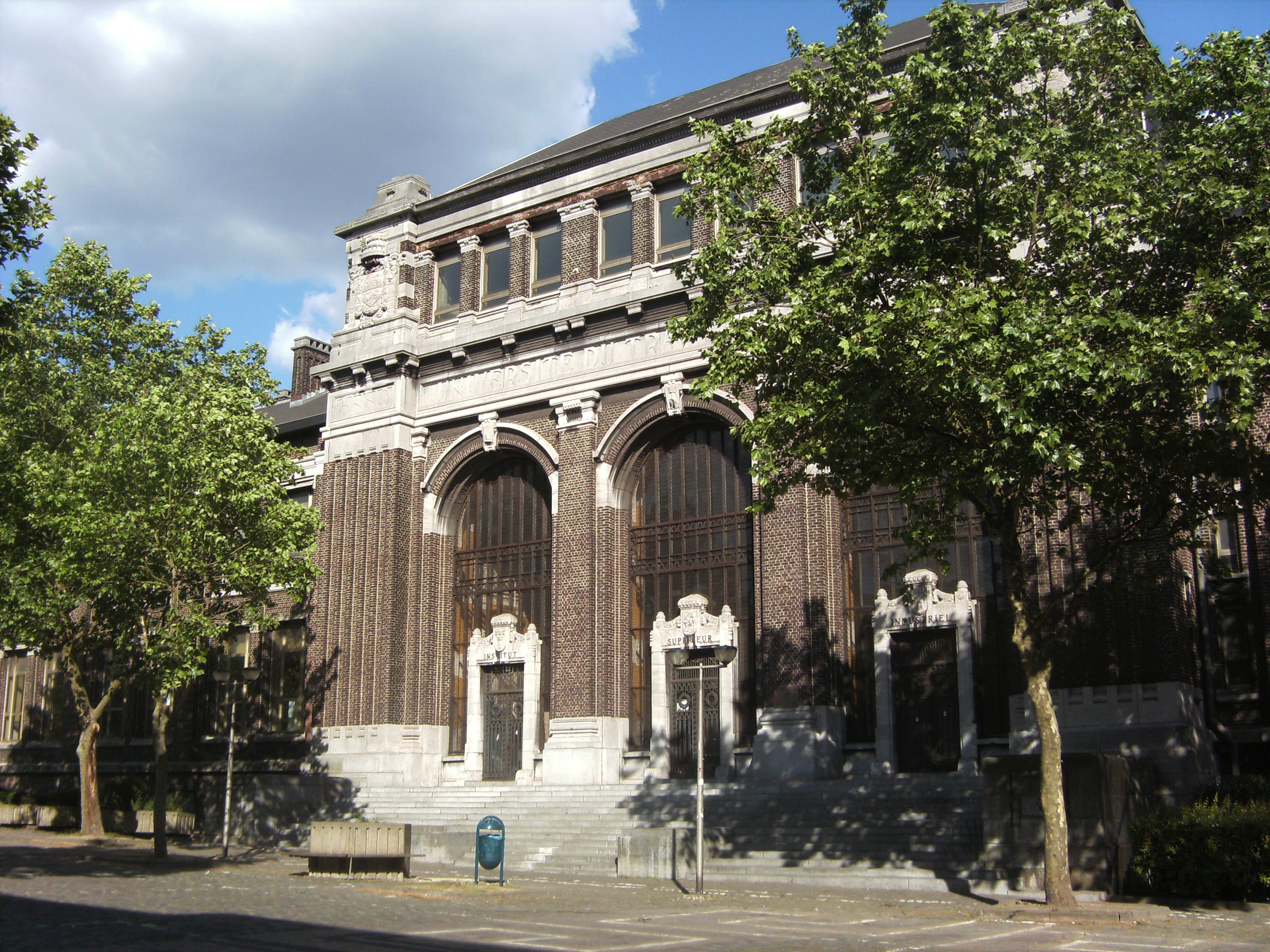
Portail d'entrée du bâtiment Gramme.
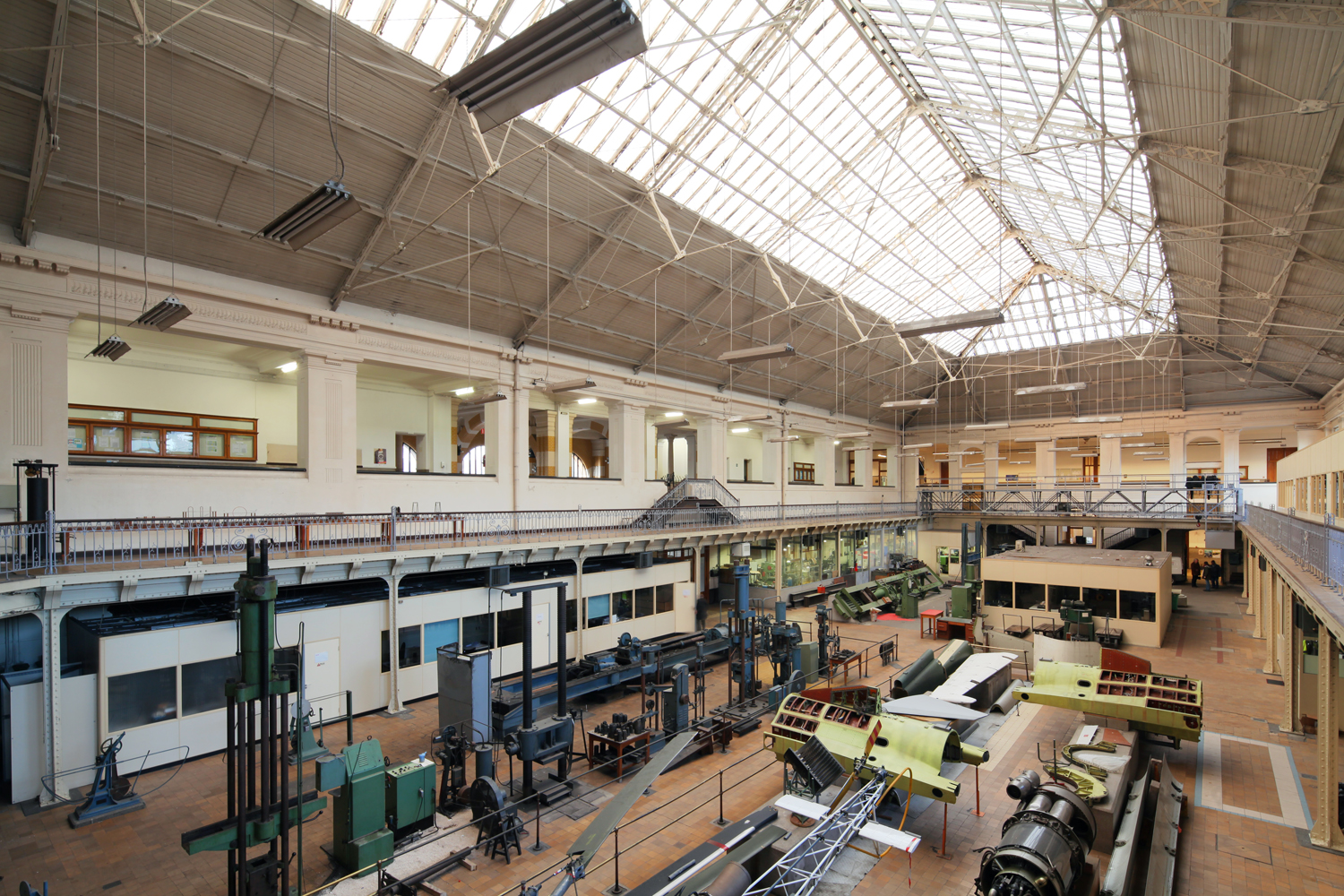
Hall du bâtiment Gramme.
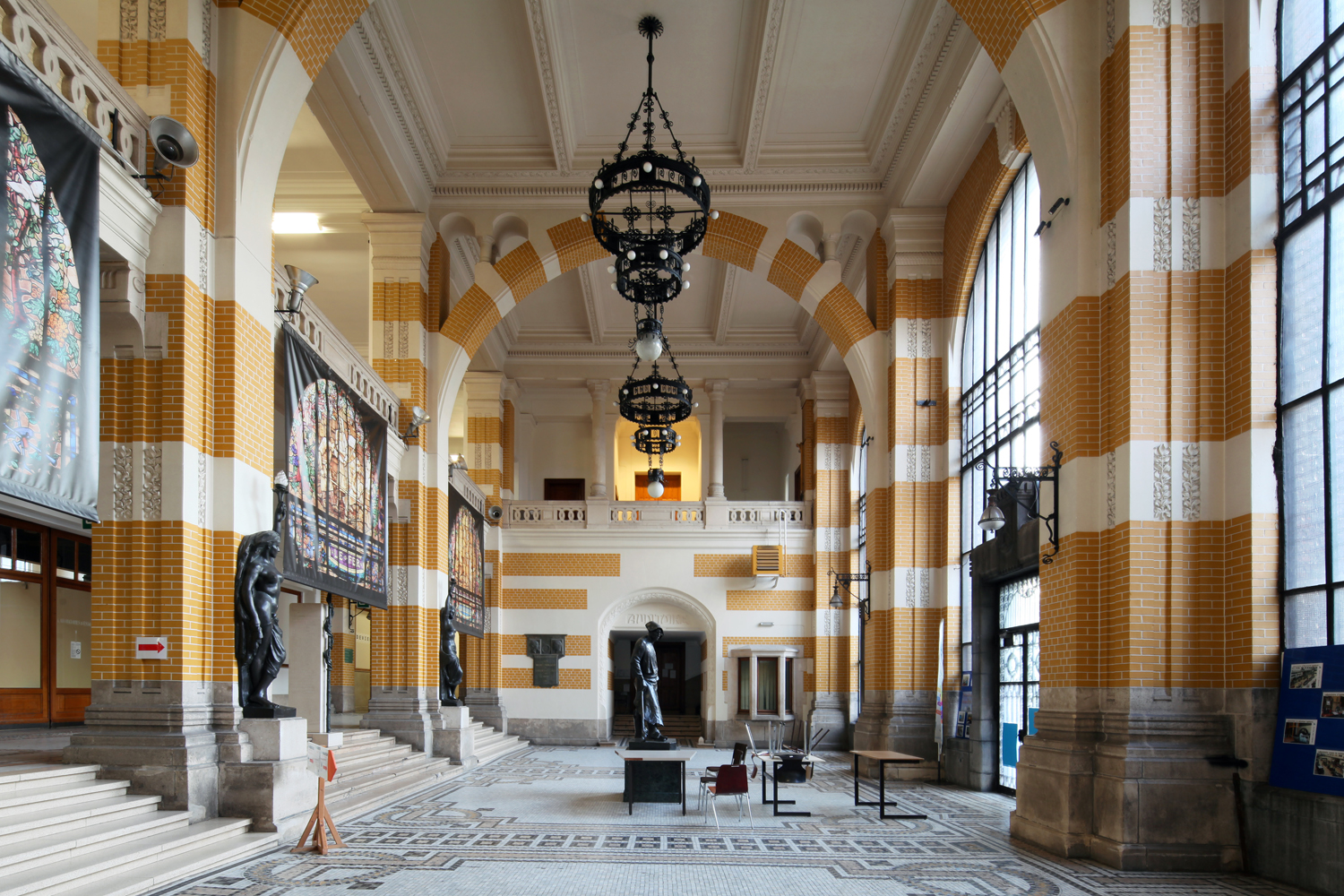
Hall d'honneur du bâtiment Gramme.

### Palais de l'Art wallon - bâtiment Solvay
Le bâtiment néoclassique où est hébergé le BPS22 fut dessiné par Gabriel Devreux (1886-1917) comme Palais de l'Art wallon pour l'exposition de Charleroi de 1911. Il se compose d'un portique d'entrée surmonté d'un fronton courbe. Flanqué de part et d'autre d'un corps à verrière centrale de type bâtiment industriel, chacun d'eux encadré de baies serliennes.

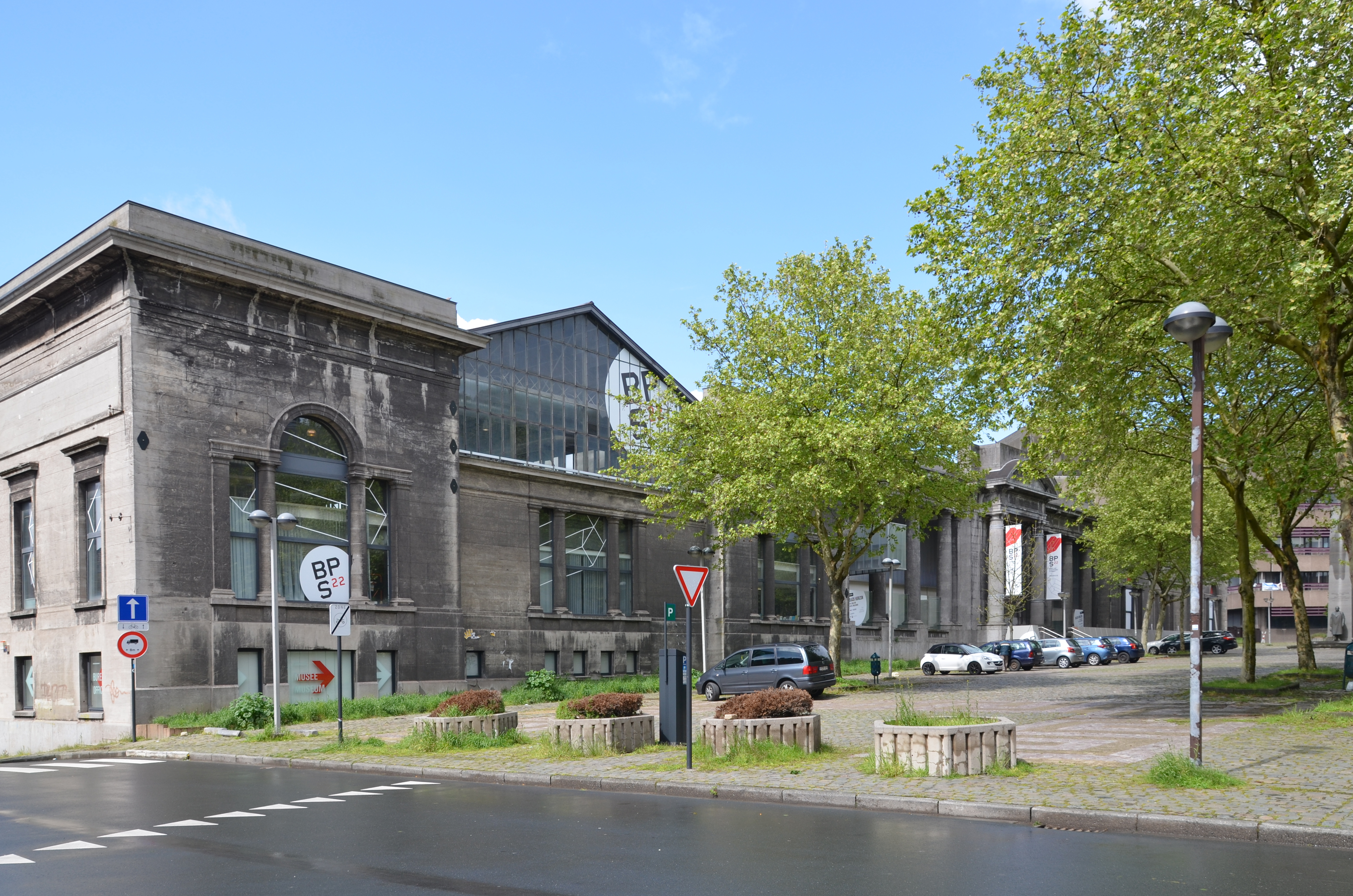
Vue de la façade principale depuis la rue Clément Lyon.
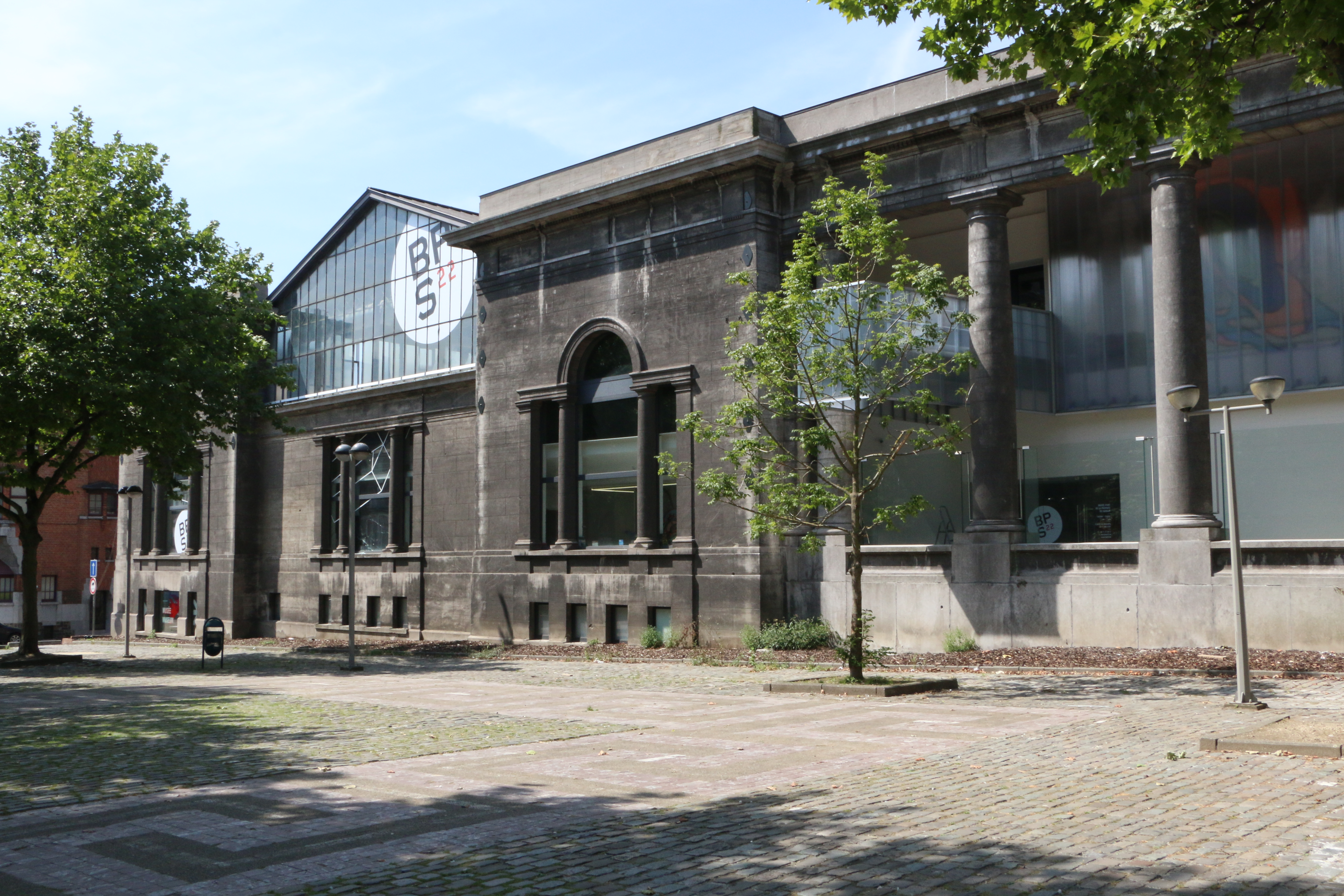
Verrière et serliennes depuis le piétonnier Solvay.

Lors de l'exposition de 1911, le bâtiment abrite deux salons, répartis en vingt-quatre salles, celui des Arts anciens du Hainaut et celui d'Art moderne. Parmi les œuvres anciennes, il y a entre autres celles de Hugo d'Oignies, Roger de la Pasture, Jacques Du Brœucq, Joachim Patenier et Watteau pour les plus anciens. François-Joseph Navez, Jean-Baptiste Carpeaux et Constantin Meunier pour les plus récents. 

Le Salon d'Art moderne était accessible à tous les artistes belges, avec une préférence pour la Wallonie. Trois artistes seront particulièrement mis à l'honneur. La peintre Anna Boch, le sculpteur Victor Rousseau et le graveur Auguste Danse. Parmi les jeunes artistes se trouve le peintre Pierre Paulus.
« L'engouement suscité par cette manifestation d'envergure a été tel qu'il a permis l'émancipation de cette classe [ouvrière] jusque-là hermétique à tout mouvement d'art ».
Après l'exposition, comme prévu, l'immeuble accueille les ateliers de machines-outils de l'Université du Travail Paul Pastur, école d'enseignement technique de la province de Hainaut inaugurée le 28 mai, lors de l'exposition. Le bâtiment sera aussi appelé bâtiment provincial Solvay. Fin du XXe siècle, le bâtiment était devenu un entrepôt quand nait le projet d'y installer un espace d'art contemporain avec une mission d'éducation permanente.
En projet depuis 2006, des travaux de transformation débuté en février 2014 et terminé en mai 2015 font passer les surfaces d’exposition de 1 000 à 2 500 m2. 
Une nouvelle entrée principale dirige les visiteurs vers deux ailes. D'un côté, la grande halle industrielle vitrée qui abrite les expositions depuis 2000 ; de l'autre, une « white box » —la salle Pierre Dupont— de 800 m2. Le musée comportent également des petites salles d'expositions, locaux administratifs, salle de réunions et un centre de documentation.

### Administration et bibliothèque

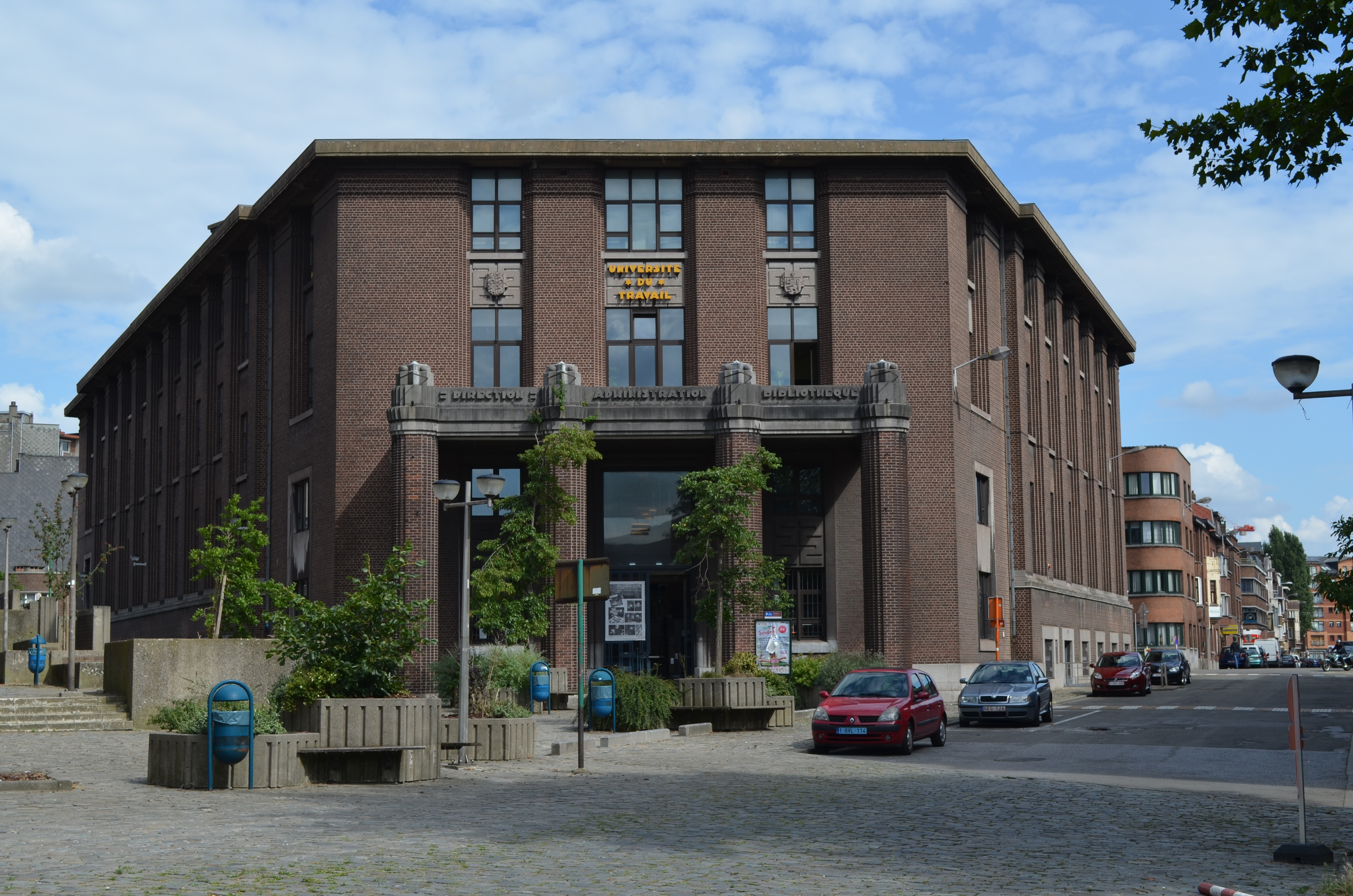
Direction, administration et bibliothèque.
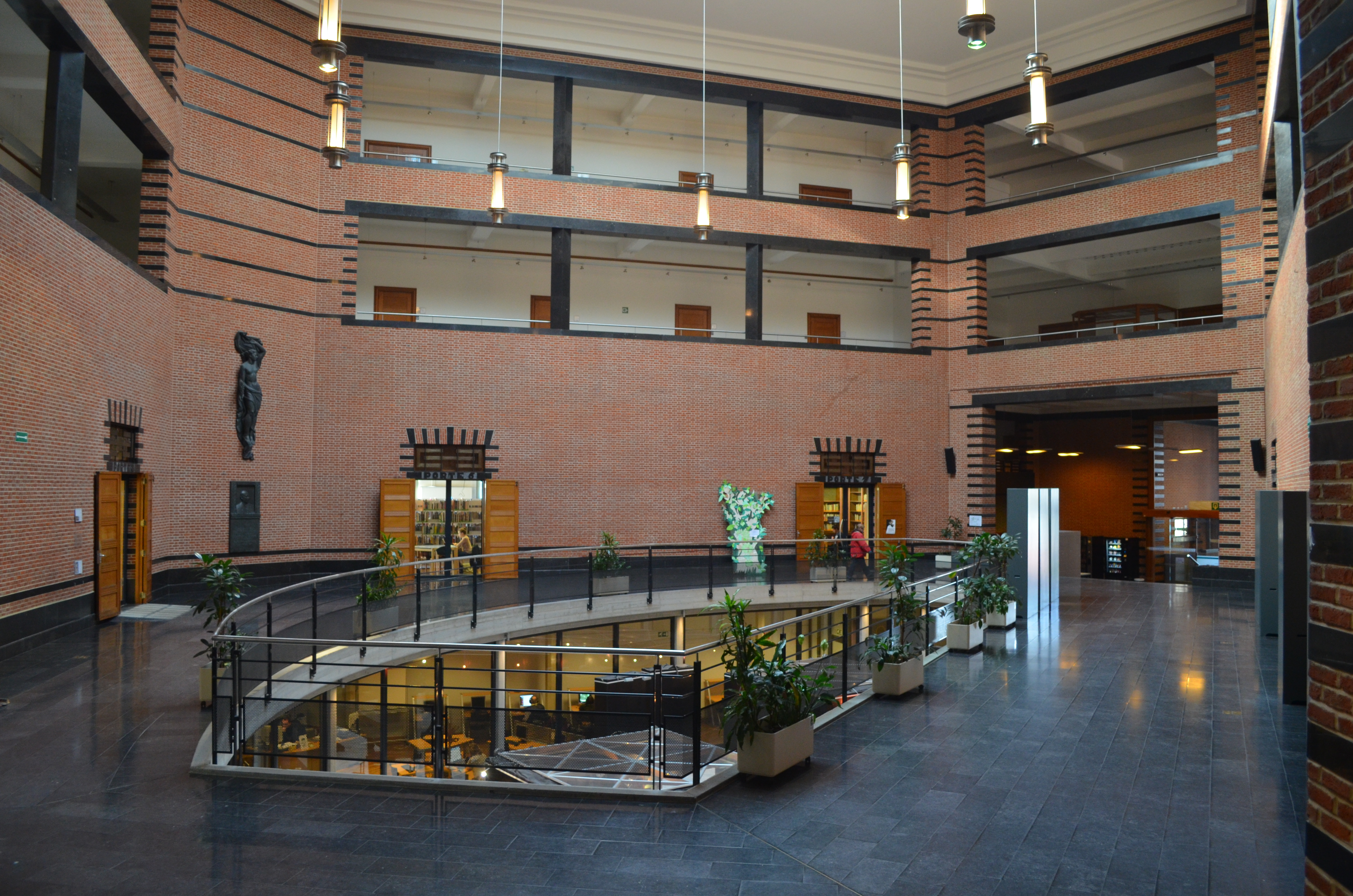
Atrium.
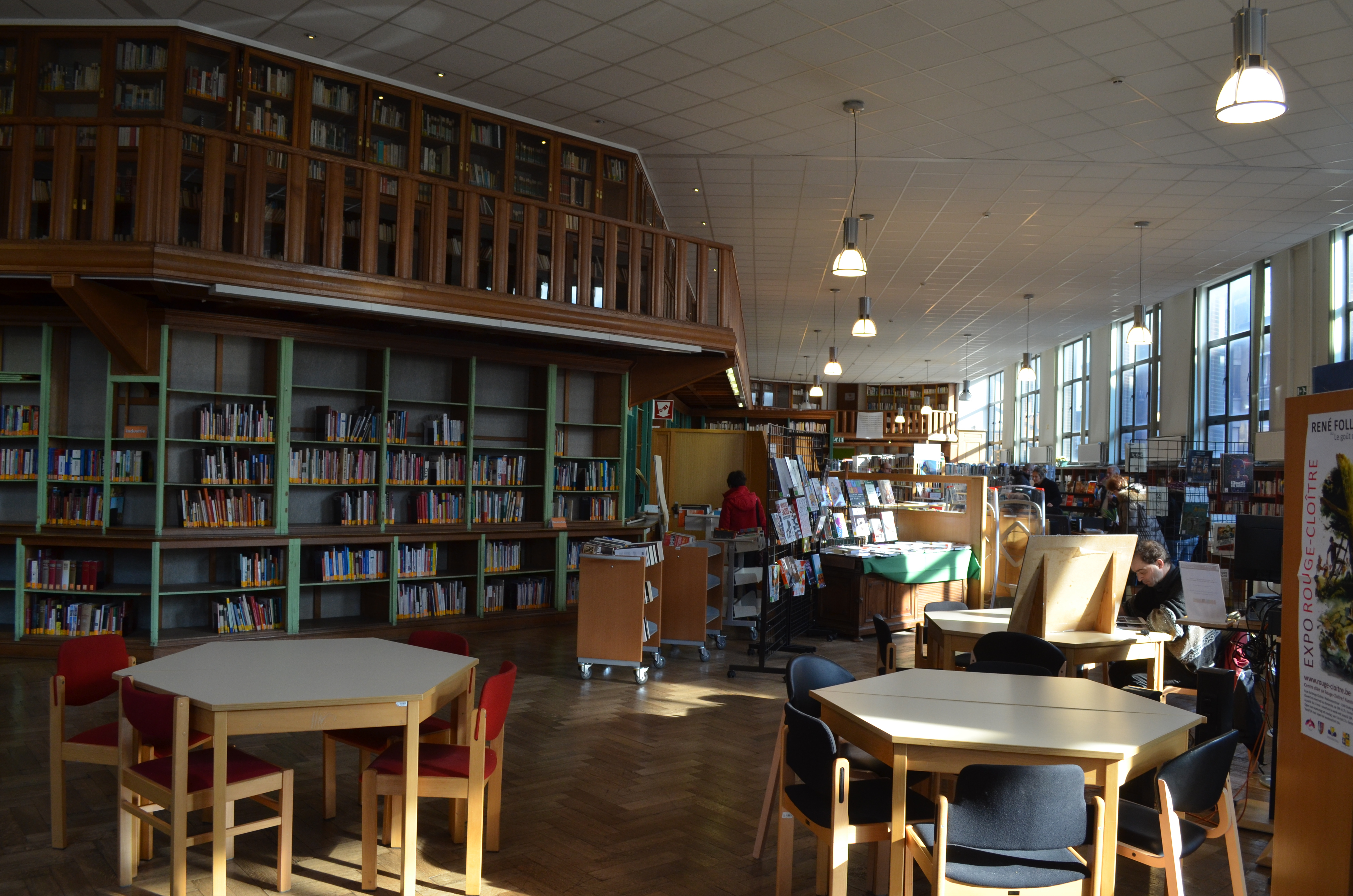
Bibliothèque.

### La Vigie hennuyèreetla Cité juvénile

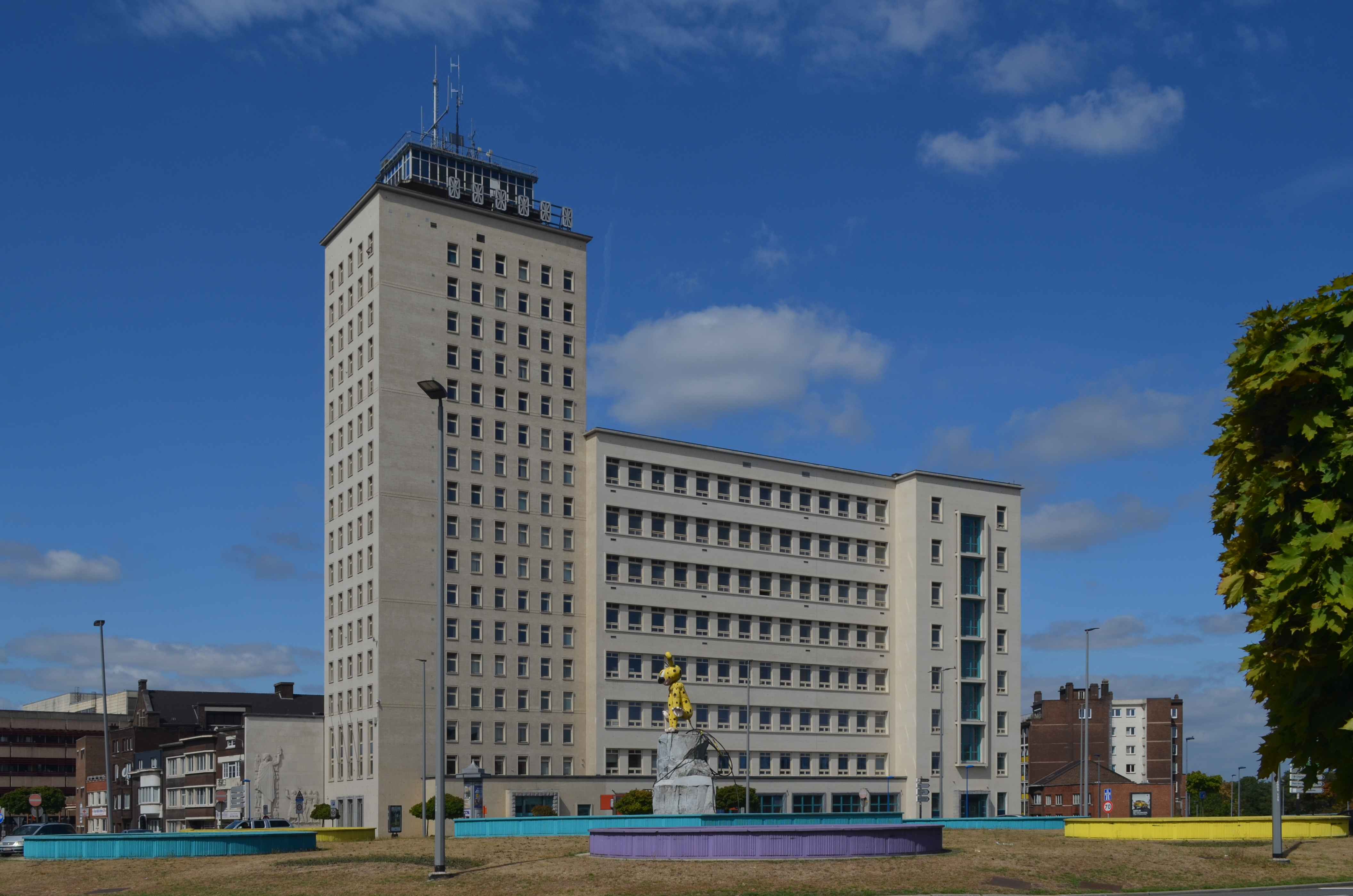
Vigie et Cité juvénile.
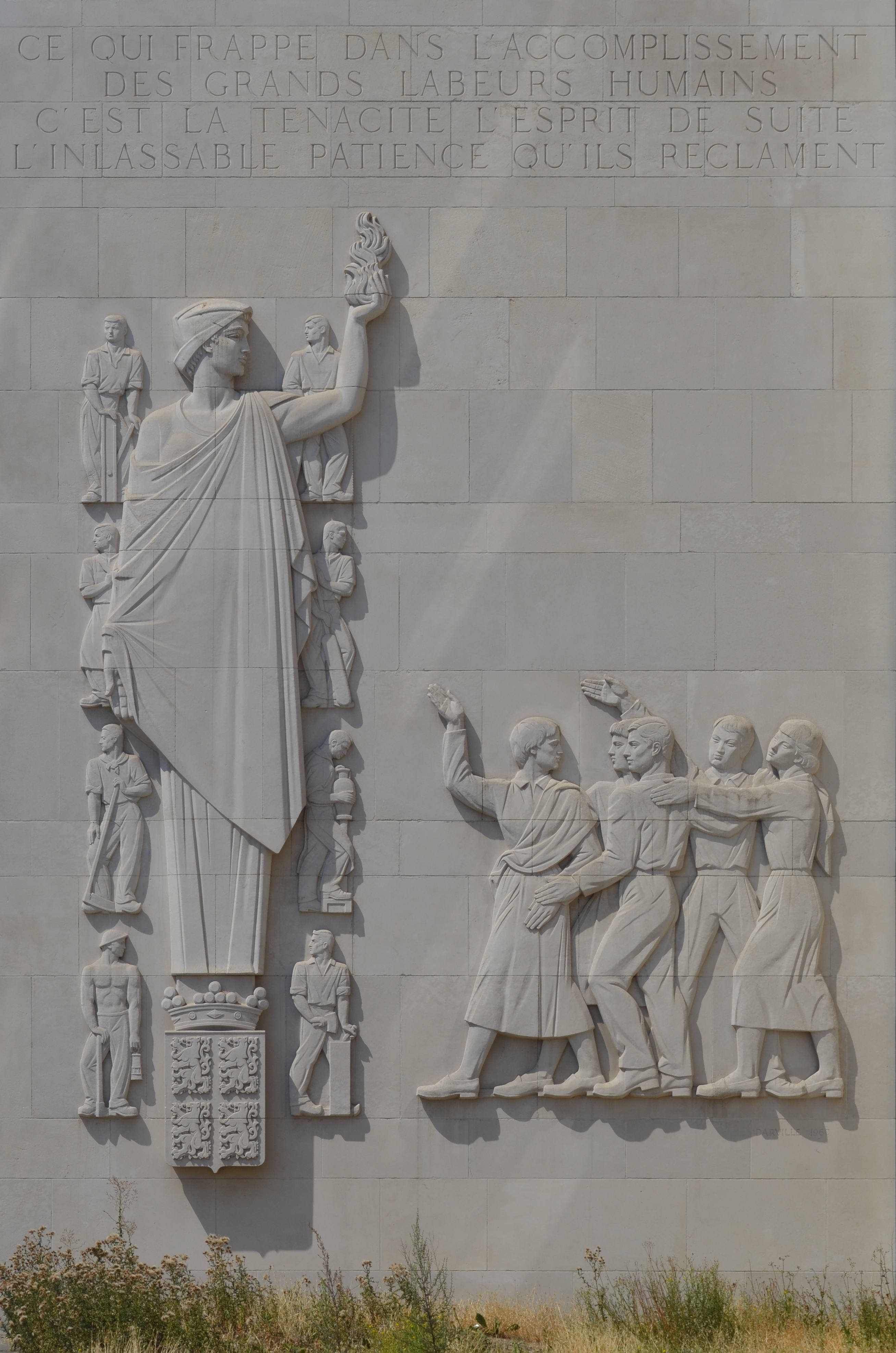
Bas relief vu du Square Jules Hiernaux.
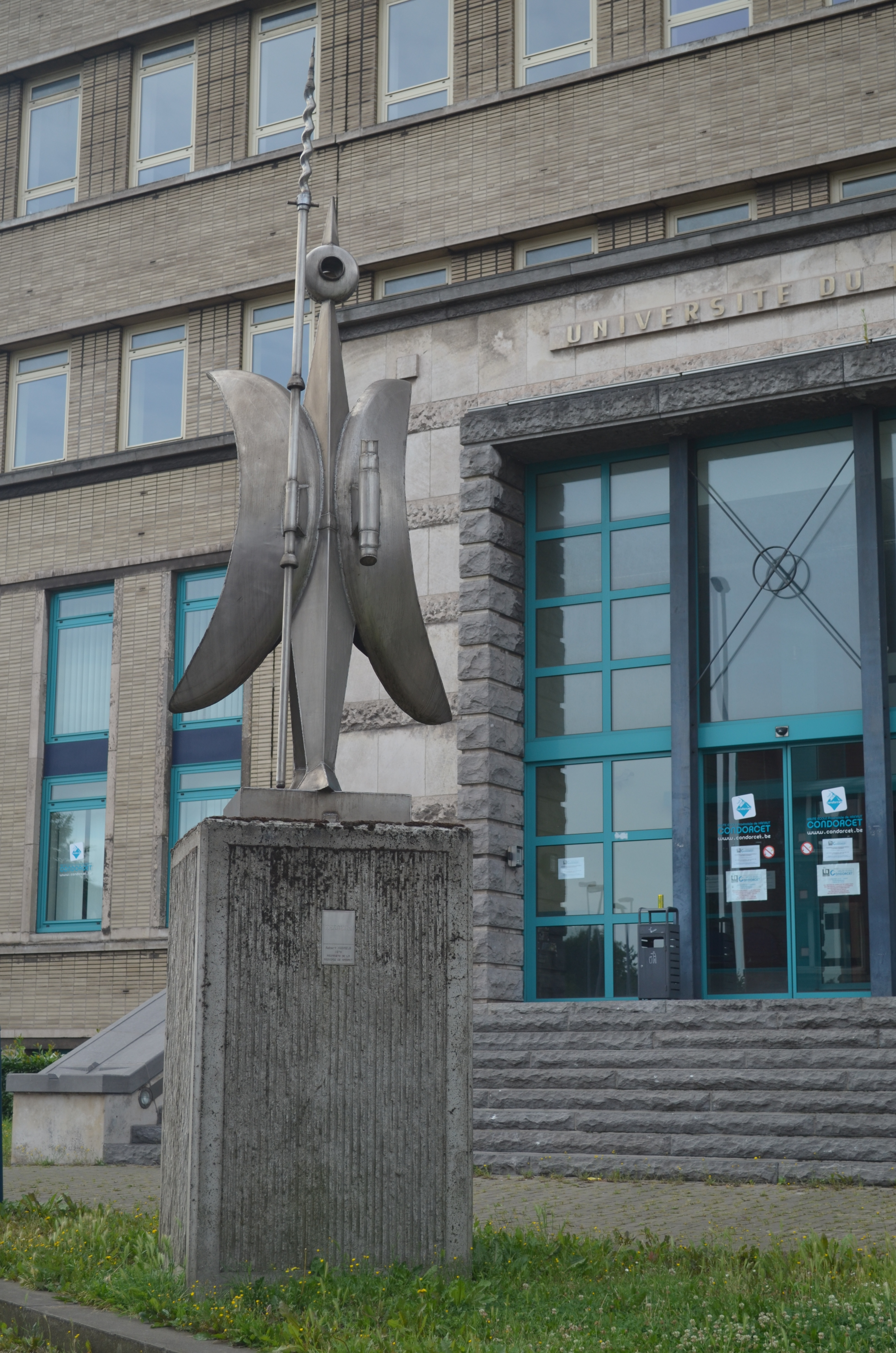
Mercure, sculpture de Robert Michiels devant l'entrée de la Cité juvénile.

### Bâtiment Roullier

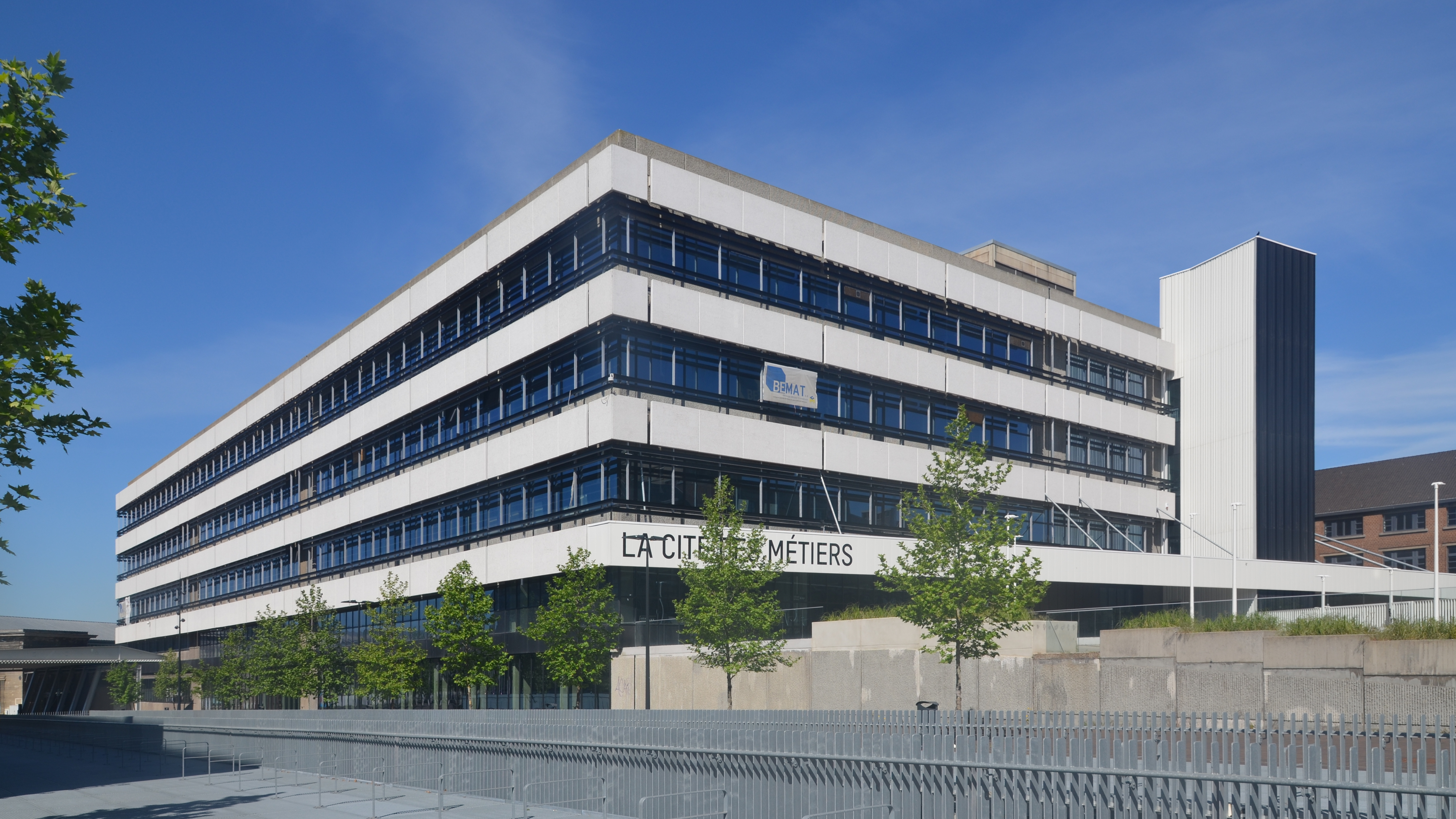
La Cité des métiers.
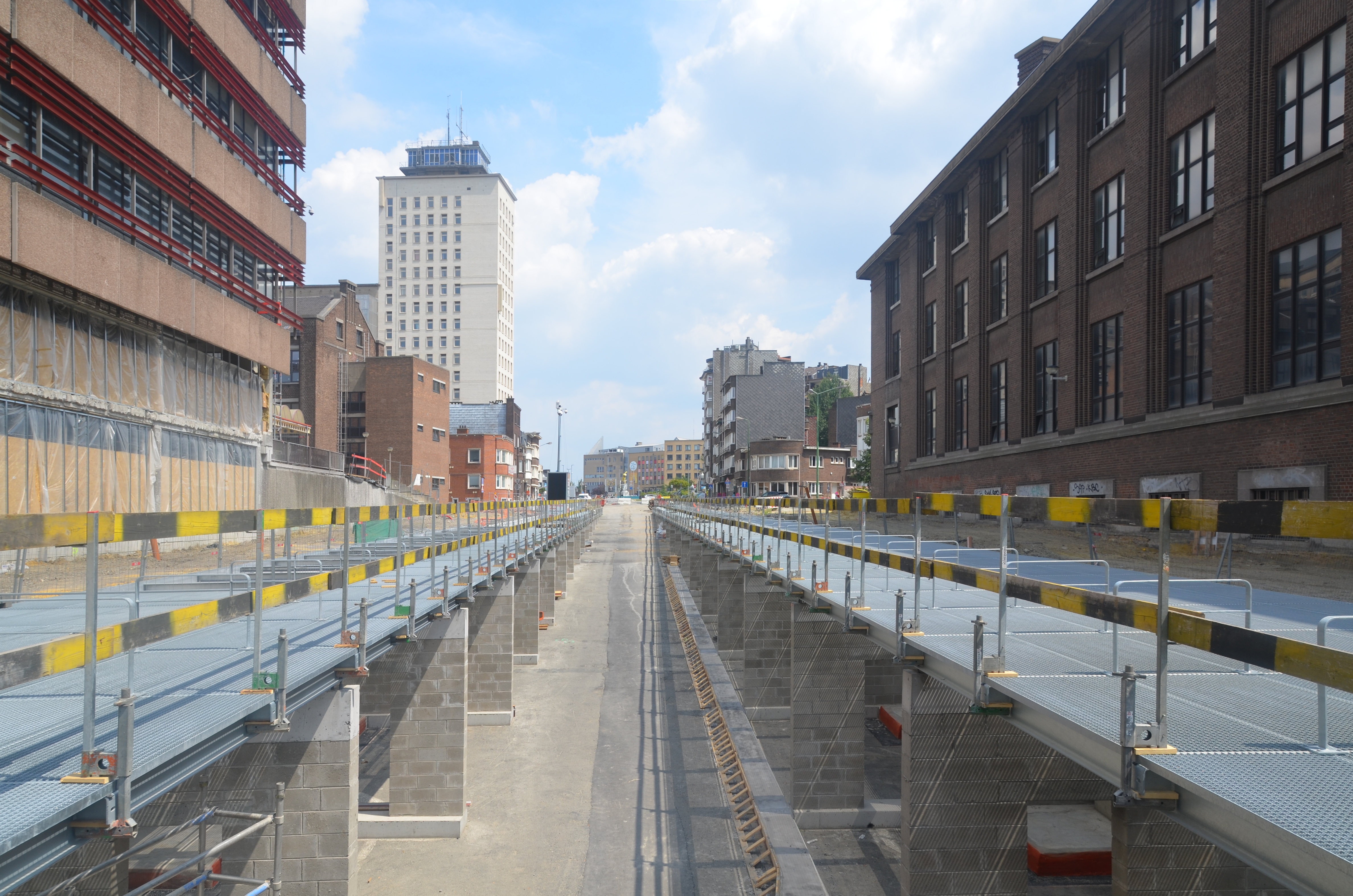
Le boulevard Roullier en travaux (juillet 2022).